# Phillip Oosthuizen
Phillip Oosthuizen es un deportista sudafricano que compitió en triatlón. Ganó una medalla de bronce en el Campeonato Africano de Triatlón de 1997.

## Palmarés internacional
| Campeonato Africano | Campeonato Africano | Campeonato Africano | Campeonato Africano |
| Año                 | Lugar               | Medalla             | Prueba              |
| ------------------- | ------------------- | ------------------- | ------------------- |
| 1997                | Mauricio (Mauricio) | Medalla de bronce   | Individual          |